# Escuelas alemanas de órgano
En los países germánicos reagrupados en el Sacro Imperio Romano Germánico, florecieron durante el período barroco varias escuelas alemanas de órgano, que surgieron, por un lado, a partir del legado musical de Sweelinck, y, por otro, a partir del de Frescobaldi.

## Los orígenes
En Alemania, la música de órgano se desarrolló desde el Renacimiento mediante el trabajo de Conrad Paumann (n. 1409-1415 - f. 1473), Arnolt Schlick (ca. 1460 - después de 1521) y Elias Nikolaus Ammerbach.
Los músicos de la familia Praetorius continuaron la obra de esos primeros maestros alemanes, más sin dar lugar a una escuela tan importante como las que surgieron de las enseñanzas de Sweelinck y de los maestros italianos.
Entre los organistas del norte de Alemania, muchos fueron los discípulos de Sweelinck. Estos continuadores de su obra, entre ellos Samuel Scheidt y Heinrich Scheidemann, formaron a su vez a muchos músicos de la generación anterior a Bach. El culmen de esta tradición es la obra de Buxtehude.
Austria y el sur de Alemania, notablemente Baviera, seguían siendo territorio católico. Los organistas del sur de Alemania por lo general viajaban a Italia para recibir lecciones de maestros como Carissimi, Frescobaldi y Pasquini. Tales eran los casos de Froberger, Kerll, Fux y Georg Muffat (1653 - 1704). Llegado el caso, no dudaban en convertirse al catolicismo, requisito imprescindible (conditio sine qua non) para viajar a Roma.
Fue entonces Alemania una encrucijada de la cultura musical europea, una zona de encuentro e intercambio. Por su parte, Frescobaldi había tenido una estancia en los Países Bajos Españoles, y no es imposible que conociera allí a Sweelinck.
La situación de Alemania era muy diferente de la de Francia, país unificado y centralizado en el que París era el principal centro de la cultura en general y de la música en particular, y donde los músicos eran empleados de manera exclusiva por la Iglesia Católica. En cambio, entre los países germánicos había diversidad política y religiosa, lo que favorecía a su vez la diversidad de la liturgia y la proliferación de centros de radiación cultural.

## Las escuelas
Las diferencias estilísticas entre las escuelas eran resultado de las tradiciones, pero también de los aspectos técnicos de los distintos órganos.
Se suelen distinguir dos escuelas alemanas de órgano: la del norte y la del sur; y a veces, los musicólogos consideran una tercera: la de la Alemania central.

### La escuela de órgano del norte de Alemania (Norddeutsche Orgelschule)
Se considera que el fundador de la escuela del norte es el neerlandés Jan Pieterszoon Sweelinck, cuya fama como maestro de música y su influencia eran muy grandes. Era conocido en Alemania como el «artífice de organistas». 
La escuela inglesa de música de tecla decayó durante la primera mitad del siglo XVII; y en los Países Bajos, los organistas posteriores a Sweelinck o bien no alcanzaron la misma calidad en sus composiciones, como es el caso de Anthoni van Noordt (Anthonie van Noordt: ca. 1619 - 1675), o bien no han quedado de ellos suficientes obras como para considerar que su trabajo haya supuesto una influencia de peso en el desarrollo de la música europea, como es el caso de Pieter Cornet (Peeter Cornet o Petrus Cornet: ca. 1575 - 1633). Es por tanto la influencia del arte de Sweelinck la que se tiene como la más importante en la Alemania de esa época. Los primeros grandes compositores organísticos entre los que se sabe que fueron alumnos suyos son Heinrich Scheidemann y Gottfried Scheidt. 
En esa línea, y a partir de la tradición de la improvisación coral, organistas como Franz Tunder, Georg Böhm y Johann Adam Reincken desarrollaron estilos dotados de complejidad armónica y rítmica.
La influencia de Sweelinck en el estilo del norte llevó al desarrollo de formas como el preludio para órgano y la fantasía sobre coral, que fueron cultivadas casi exclusivamente por los organistas de esta escuela.
- El preludio para órgano es una composición libre, a menudo en stylus phantasticus,  con abundante ornamentación, escalas, arpegios y pasajes virtuosísticos. En cuanto al estilo, estos preludios tienen honda raíz en el trabajo de los virginalistas ingleses como William Byrd y John Bull, y muestran una invención figurativa muy libre en los pasajes virtuosísticos.[2]

- La fantasía sobre coral es un tipo de composición con más secciones, como los versículos del coral, dividida en partes contrastantes.

El culmen de esta corriente es la obra de Dietrich Buxtehude. El núcleo de su trabajo está constituido por preludios. Su principal discípulo fue Nicolaus Bruhns, que murió joven y del que pocas composiciones han llegado hasta nuestros días.
La calidad de los órganos alemanes mejoró durante el siglo XVII y a comienzos del XVIII: de ordinario, cada instrumento tenía dos manuales y un pedalero, y contaba con un nutrido conjunto de registros. Estas características contribuyeron a un aumento de la elaboración y de la complejidad de las composiciones de la escuela del norte. Las obras mayores contaban con secciones de difícil ejecución encomendadas al pedalero, y aprovechaban el aumento de tamaño y la mayor versatilidad de los instrumentos.

#### Organistas de la escuela del norte
- Hamburgo.
  - Familia Praetorius.
    - Jacob Praetorius el Viejo (1520 - 1586).
    - Hieronymus Praetorius (1560 - 1629).
    - Jacob Praetorius el Joven (1586 - 1651).
    - Johann Praetorius (1595 - 1660).
    - Hieronymus (III) Praetorius (1614 - 1629).

  - Heinrich Scheidemann, discípulo de Sweelinck.
  - Matthias Weckmann.
  - Johann Adam Reincken.
  - Christian Ritter (n. 1645-1650 - f. después de 1725).
  - Vincent Lübeck.
  - Johann Mattheson.
- Lübeck.
  - Franz Tunder.
  - Dietrich Buxtehude.
- Luneburgo.
  - Georg Böhm.
- Husum (hoy, de Schleswig-Holstein).
  - Nikolaus Bruhns.
- Schleswig.
  - Johann Nikolaus Hanff o Johann Nicolaus Hanff (1663 - 1711).
- Danzig.
  - Paul Siefert (1586 - 1666), discípulo de Sweelinck.
- Estocolmo.
  - Andreas Düben (1597 - 1662), discípulo de Sweelinck.

### La escuela de órgano del centro de Alemania
- Halle (Sajonia-Anhalt).
  - Samuel Scheidt, discípulo de Sweelinck.
  - Friedrich Wilhelm Zachow (1663 - 1712), maestro de Händel.
- Leipzig.
  - Johann Kuhnau.
- Weimar.
  - Johann Gottfried Walther.

### La escuela de órgano del sur de Alemania
La tradición de la escuela del sur fue forjada por músicos que viajaron a Italia o que estudiaron con maestros italianos. 
El primer exponente de esta escuela fue Johann Jakob Froberger, que estuvo en Italia y en Francia y asimiló, por influjo de Frescobaldi y del músico de los Países Bajos Giovanni de Macque (Giovanni de Maque o Jean de Macque: 1548-1550 - 1614), rasgos idiomáticos italianos en sus tocatas, así como el style brisé (roto o arpegiado) de los laudistas franceses en sus suites para clavecín. Se considera que Froberger fue el primero en establecer el modelo convencional de la suite, que seguirían después músicos de todo el territorio alemán. No se sabe de discípulos de Frobeger que llegaran a ser compositores importantes. 
Otro músico de la escuela del sur, Johann Caspar Kerll, que cobró fama como maestro de música, ejerció una gran influencia en muchos artistas. Kerll comenzó estudiando con Valentini. Viajó después a Italia y visitó muchas regiones de Europa. El influjo de Kerll quizá fue menos duradero que el de Froberger, pero su trabajo fue aprovechado en parte por Händel y sirvió de modelo a Pachelbel, cuya obra organística es el culmen de la escuela del sur.   
Los órganos del sur de Alemania se diferenciaban de los del norte en que a menudo contaban con un solo manual, y, a veces, faltaba el pedalero; además, los registros eran más escasos: una o dos docenas. Todo tal como solía ser en los órganos italianos. 
La música de esta corriente atendía más a la melodía que al virtuosismo, y trabajaba con armonías sencillas y con piezas de un lirismo nítido, y con timbres más claros. Se adoptaron formas musicales italianas, de manera que surgieron versiones alemanas de la tocata, y se compusieron piezas de variaciones sobre un ostinato: chaconas y pasacalles.
Tal vez el último miembro importante de la escuela fue Johann Heinrich Buttstett (Buttstedt o Buttstädt: 1666 - 1727), alumno de Pachelbel del que parece no haber llegado hasta nuestros días más que una pequeña parte de su producción.

#### Organistas de la escuela del sur
- Johann Jakob Froberger, discípulo de Frescobaldi.
- Johann Kaspar Kerll, discípulo de Frescobaldi y de Carissimi.
- Johann Pachelbel, discípulo de Kerll y en relación con Bach.
- Georg Muffat (1653 - 1704), formado en París. Tuvo estancia en Italia y trabajó con Lully y con Corelli.
- Johann Speth (1664 - 1719).
- Johann Caspar Ferdinand Fischer, que tal vez tuviera contacto con Lully.

### El caso de Johann Sebastian Bach
Véase también: Música para órgano de Bach.
Desde el punto de vista territorial, el trabajo de Bach correspondería a la escuela del centro de Alemania. No obstante, ha de considerarse a este músico - que copió el libro de Nicolas de Grigny y del que se dice que el tema de su Pasacalle y fuga está tomado de una pieza corta de André Raison (1640 - 1719) - como el que lleva a cabo casi en solitario la síntesis de las tres corrientes y la tradición francesa. 
Bach tuvo contacto con varios de los músicos de las escuelas: visitó a Buxtehude, y estuvo con él varias semanas; en Hamburgo se encontró con Reinken y con Vincent Lübeck, y, durante su aprendizaje en Luneburgo, conoció a Georg Böhm, que era el organista titular de la iglesia principal de la ciudad: la de San Juan (St. Johannis o Johanniskirche).
Bach estudió en profundidad las obras organísticas de sus predecesores y las de sus contemporáneos.

## Formas musicales

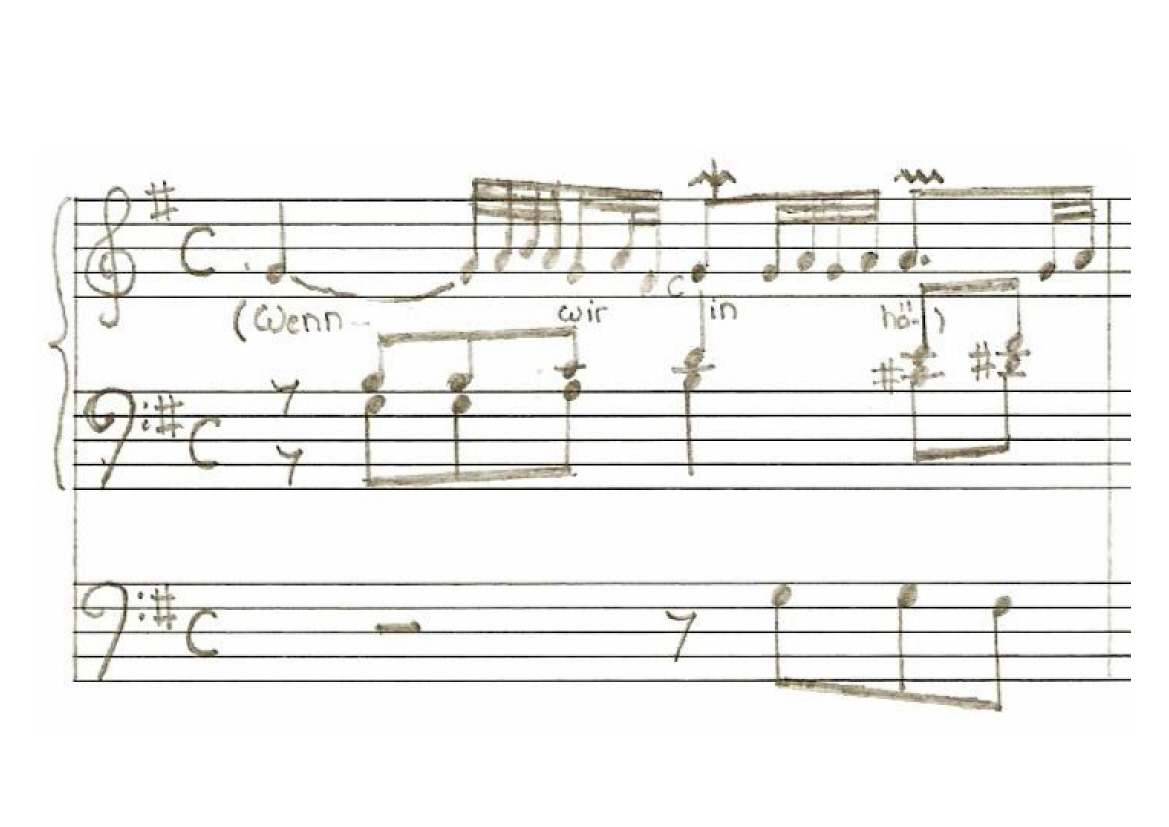
Ejemplo de preludio coral ornamentado: primer compás de Wenn wir in höchsten Nöten sein (Cuando en la mayor necesidad), BWV 641, de Bach.

En cuanto a su forma musical, las composiciones de los organistas alemanes se pueden clasificar en tres grandes categorías:
- El preludio coral y sus diferentes tipos: armonizado, variado, fugado, figurado, ornamentado... Esta forma se practicaba más en las zonas de religión protestante y, en concreto, luterana.

- En el norte se daban más las piezas de improvisación y de virtuosismo (stylus fantasticus), como preludios, tocatas y fantasías. En el sur se cultivaban las formas más arcaicas, por influjo italiano: la canzona y el capriccio, sobre todo.

- Las piezas fugadas, con un contrapunto a menudo muy desarrollado, tenían un carácter más brillante en el norte, y más interiorizado en el sur.

En general, las composiciones alemanas son de mayores proporciones que sus homólogas francesas; en esas obras de grandes proporciones, los organistas de Hamburgo llevaban a cabo una mezcla de los dos últimos tipos, con alternancia de movimientos libres y fugados.